# پاپ استار (ترانه دی‌جی خالد)
«پاپ استار» (به انگلیسی: Popstar) ترانه‌ای از موسیقی‌دان آمریکایی دی‌جی خالد با همراهی رپر کانادایی دریک است. این ترانه در ۱۲ ژوئیه ۲۰۲۰ به‌عنوان تک‌آهنگ دوازدهمین آلبوم استودیویی خالد با عنوان خالد خالد منتشر شد.